# Koszykówka na Letnich Igrzyskach Olimpijskich 1968
Koszykówka na Letnich Igrzyskach Olimpijskich w 1968.
W finale drużyna USA zwyciężyła Jugosławię 65:50. Drużyna polska zajęła 6. miejsce.

## Medale
| Złote | Srebrne | Brązowe |
| USAMike Barrett John Clawson Don Dee Calvin Fowler Spencer Haywood Bill Hosket Jim King Glynn Saulters Charlie Scott Mike Silliman Ken Spain Jo Jo White | JugosławiaDragutin Čermak Krešimir Ćosić Vladimir Cvetković Ivo Daneu Radivoj Korać Zoran Maroević Nikola Plećaš Trajko Rajković Dragoslav Ražnatović Petar Skansi Damir Šolman Aljoša Žorga | ZSRRAnatolij Krikun Modestas Paulauskas Zurab Sakandelidze Wadim Kapranow Jurij Sielikow Anatolij Poliwoda Siergiej Biełow Priit Tomson Siergiej Kowalenko Giennadij Wolnow Jaak Lipso Władimir Andriejew |

Królem strzelców turnieju został mierzący jedynie 172 cm wzrostu reprezentant Panamy, Davis Peralta (w 9 meczach zdobył 214 punktów), zaś czwarty był Polak Mieczysław Łopatka (173 pkt.).

## Zobacz
- Letnie Igrzyska Olimpijskie 1968